# Lijst van kerstfilms
Hieronder staat een alfabetische lijst van kerstfilms. Deze films spelen altijd rond het kerstseizoen. Vaak zijn er grote titels die miljoenen bezoekers kunnen aantrekken in de bioscoop verschenen.

## Lijst van kerstfilms
- 12 Gifts of Christmas (2015)
- All I Want for Christmas (1991)
- All She Wants for Christmas (2006)
- Alles is familie (2012)
- Annie Claus is Coming to Town (2011)
- Arthur Christmas (2011)
- Bad Santa (2003)
- Belle en het Beest: Een Betoverd Kerstfeest (1997)
- Bernard and the Genie (1991)
- The Best Christmas Pageant Ever (2024)
- Blizzard (2003)
- A Boyfriend for Christmas (2004)
- Bright Eyes (1934)
- Bush Christmas (1983)
- Carol for Another Christmas (1964)
- A Charlie Brown Christmas (1965)
- A Snow White Christmas (2018)
- The Christmas Candle (2013)
- A Christmas Carol (1910)
- A Christmas Carol (1938)
- A Christmas Carol (1947)
- A Christmas Carol (1951)
- A Christmas Carol (1971)
- A Christmas Carol (1972)
- A Christmas Carol (1977)
- A Christmas Carol (1984)
- A Christmas Carol (1999)
- A Christmas Carol (2000)
- A Christmas Carol (2009)
- A Christmas Carol: The Musical (2004)
- The Christmas Burglars (1908)
- Christmas in Connecticut (1945)
- A Christmas Story (1983)
- The Christmas Wife (1988, tv)
- Christmas with the Kranks (2005)
- A Christmas Without Snow (1980, tv)
- Deck the Halls (2005)
- A Different Kind Of Christmas (1996)
- A Dream for Christmas (1973, tv)
- Edward Scissorhands (1990)
- Elf (2003)
- Ernest Saves Christmas (1988)
- The Family Man (2000)
- Fred Claus (2007)
- Frosty the Snowman (1969, tv)
- Gremlins (1984)
- The Grinch (2000)
- The Grinch (2018)
- Guess Who's Coming for Christmas? (1990, tv)
- The Holiday (2006)
- Holiday Affair (1949)
- Home Alone (1990)
- Home Alone 2: Lost in New York (1992)
- Home Alone 3 (1997)
- Home Alone 4 (2002)
- Home Alone: The Holiday Heist (2012)
- I Saw Mommy Kissing Santa Claus (2002)
- I'll Be Home for Christmas (1998)
- It's a Very Merry Muppet Christmas Movie (2002, tv)
- It's a Wonderful Life (1946)
- Jack Frost (1998)
- Jingle All the Way (1996)
- K-9 Adventures: A Christmas Tale (2013)
- Krampus (2015)
- Kruimeltje (1999)
- The Little Drummer Boy (1968, tv)
- Love Actually (2003)
- Mickey's Magical Christmas: Snowed In at the House of Mouse (2001)
- Mickey's Once Upon a Christmas (1999)
- Mickey's Twice Upon a Christmas (2004)
- Midden in de Winternacht (2013)
- Miracle on 34th Street (1947)
- Miracle on 34th Street (1994)
- Mixed Nuts (1994)
- Mr. Krueger's Christmas (1980, tv)
- The Muppet Christmas Carol (1992)
- Muppet Family Christmas (1987, tv)
- National Lampoon's Christmas Vacation (1989)
- The Night They Saved Christmas (2006)
- Tim Burton's The Nightmare Before Christmas (1993)
- Niko en de Vliegende Brigade (2008)
- Niko 2 (2012)
- Once Upon a Christmas (2000)
- One Magic Christmas (1985)
- Pietje Bell (2002)
- Pietje Bell 2: De Jacht op de Tsarenkroon (2003)
- The Polar Express (2004)
- Prancer (1989)
- Rare Exports (2010)
- Red One (2024)
- De reis naar de kerstster (2012)
- Remember the Night (1940)
- Santa Claus (1985)
- The Santa Clause (1994)
- The Santa Clause 2 (2002)
- The Santa Clause 3 (2006)
- Santa's Slay (2005)
- Scrooge (1935)
- Scrooged (1988)
- Single Santa Seeks Mrs. Claus (2006)
- The Snowman (1982)
- Stealing Christmas (2003, tv)
- A Town Without Christmas (2003, tv)
- Trapped in Paradise (1994)
- Twice Upon A Christmas (2003)
- The Christmas Contract (2018)
- A Very Brady Christmas (1998, tv)
- White Christmas (1954)
- What She Wants for Christmas (2012)
- Winnie the Pooh: A Very Merry Pooh Year (2002)
- Winnie the Pooh: Seasons of Giving (1999)

## Andere films die vaak rond kerst worden uitgezonden
- 101 Dalmatiërs (1961)
- Als je begrijpt wat ik bedoel (1983)
- Annie (1982)
- De Avonturen van Ichabod en meneer Pad (1949)
- Die Hard (1988)
- E.T. the Extra-Terrestrial (1982)
- Harry Potter en de Steen der Wijzen (2001)
- Harry Potter en de Geheime Kamer (2002)
- Heksen & Bezemstelen (1971)
- Lady en de Vagebond (1955)
- The Lord of the Rings: The Fellowship of the Ring (2001)
- The Lord of the Rings: The Two Towers (2002)
- The Lord of the Rings: The Return of the King (2003)
- The NeverEnding Story (1984)
- Popeye's Voyages: The Quest for Pappy (2004)
- Sissi (1955)
- Sissi – De jonge keizerin (1956)
- Sissi – De woelige jaren (1957)
- The Sound of Music (1965)
- Willy Wonka & the Chocolate Factory (1971)

## Televisieserie
- 1973: Mumindalen (Zweden)
- 1984–1985: Mori no Tonto-tachi (Japan)
- 1988: The Chronicles of Narnia: The Lion, the Witch & the Wardrobe (Engeland)
- 1984–1985: Miracle Down Under (Australië)
- 1997: Pelle Svanslös (Zweden)
- 1997: Le Monde Secret du Père Noël (Frankrijk)
- 2001: Horace & Tina (Australië)
- 2003: Jesus & Josefine (Denemarken)
- 2006: LasseMajas detektivbyrå (Zweden)
- 2006: L'Apprenti Père Noël (Frankrijk)
- 2009: Pagten (Denemarken)
- 2012: Julekongen (Noorwegen)
- 2012: A Moody Christmas (Australië)
- 2014: Vrolijke kerst (Nederland)
- 2014: Tidsrejsen (Denemarken)
- 2017: Tinkas juleeventyr (Denemarken)
- 2018: Snøfall (Noorwegen)
- 2019: Kerst bij Koosje (Nederland)
- 2019: A Christmas Carol (Engeland)
- 2019: Merry Happy Whatever (Verenigde Staten)
- 2019: Días de Navidad (Spanje)
- 2019–2020: NOS4A2 (Verenigde Staten)
- 2019–2021: The Moodys (Verenigde Staten)
- 2019–: Hjem til jul (Noorwegen)
- 2019: Holiday Secrets (Duitsland)
- 2020: Dash & Lily (Verenigde Staten)
- 2020: Over Christmas (Duitsland)
- 2020: How to Ruin Christmas: The Wedding (Zuid-Afrika)
- 2021: Christmas Flow (Frankrijk)
- 2021: Nisser (Denemarken)
- 2021: Hawkeye (Verenigde Staten)
- 2021: Santa Inc. (Verenigde Staten)
- 2022: The Santa Clauses (Verenigde Staten)